# Новое Чирково

Памятник, мемориал — участникам всех войн и сражений

Новое Чирково (Ивановское, Кушлей) — село в Неверкинском районе Пензенской области, входит в состав Бигеевского сельсовета.

## Географическое положение
Расположено на юго-востоке области, в 14 км к северо-востоку от Неверкино и в 130 км от Пензы. Расстояние до ж.-д. станции в Кузнецке — 32 км.
Ландшафты — лесостепь. Высота над уровнем моря: 320 метров;

## История
Основано в начале XVIII века (до 1721 года) майором Иваном Григорьевичем Чирковым. Названо в отличие от Старого Чирково (Ульяновская область), в 7 км к северо-востоку от Нового Чирково. С 1780 года — в составе Хвалынского уезда Саратовской губернии. В 1859—105 дворов, церковь (Предтеченский храм), винокуренный завод, мельница. В 1928 — начале 1930-х входила в состав Барановского района Средневолжского края. В 1939 — центр сельсовета Неверкинского района, в 1955 Бигеевского сельсовета, колхоз имени Тельмана.

## Население
| 1859 | 1911  | 1926  | 1939 | 1959 | 1979 | 1996 |
| ---- | ----- | ----- | ---- | ---- | ---- | ---- |
| 935  | ↗1200 | ↗1371 | ↘865 | ↘594 | ↘450 | ↘316 |
| 2004 | 2010  |       |      |      |      |      |
| ↘273 | ↘244  |       |      |      |      |      |

Национальный состав — русские.

### Религия
Население исповедует христианство-православие. В селе находится церковь — Предтеченский храм, деревянный на кирпичном фундаменте храм во имя святого Иоанна Предтечи построен в конце XVIII века. Позднее был обшит тесом и получил декоративное оформление в виде лопаток с накладными элементами. Представляет собой высокий четверик с имитацией верхнего света накладными наличниками, несущий на себе восьмигранный барабан, который раньше был покрыт шлемовидной главой. С востока к нему примыкает прямоугольная алтарная часть, с запада — трапезная, соединенная с небольшой колокольней, завершение которой утрачено. В интерьере фрагментарно сохранились росписи, выполненные в академической манере.
21 декабря 2013 года в селе состоялось открытие молитвенного дома.

## Образование
Муниципальная Ново-Чирковская общеобразовательная начальная школа закрыта в 2010 году. Располагалась на ул. Центральная, 1.

## Промышленность
На 1 января 2004—122 хозяйства. Колхоз «Восход».

## Связь
Сотовую связь обеспечивают три общероссийских GSM-оператора: «Билайн», «МегаФон» и «МТС».

## Памятники
В селе установлен памятник солдатам всех войн и сражений, погибшим в войнах и локальных конфликтах. Памятник открыт 15 августа 2014 года. В центре села рядом с памятником имеется ограждённая «Аллея памяти».